# 2013年世界田径锦标赛科特迪瓦代表团
参加在 俄羅斯莫斯科举行的2013年世界田径锦标赛的科特迪瓦代表团取得了两枚银牌，在奖牌榜上排第19名。

## 获得的奖牌
| 奖牌 | 运动员          | 项目        |
| ---- | --------------- | ----------- |
| 銀牌 | 穆里耶勒·艾赫爾 | 女子100米跑 |
| 銀牌 | 穆里耶勒·艾赫爾 | 女子200米跑 |

## 引用
1. ↑  . 国际田联.   [2013-08-16]. （原始内容存档于2018-01-08）.（英文）